# Annual Review of Biophysics
Annual Review of Biophysics is een internationaal, aan collegiale toetsing onderworpen wetenschappelijk tijdschrift op het gebied van de biofysica. De naam wordt in literatuurverwijzingen meestal afgekort tot Annu. Rev. Biophys.
Het wordt uitgegeven door Annual Reviews en verschijnt jaarlijks. Het publiceert uitsluitend overzichtsartikelen en heeft mede daardoor een hoge impactfactor van 13,6.
Het eerste nummer verscheen in 2008.